# Meshulam Riklis
Meshulam Riklis (en hebreo: משולם ריקליס‎; Estambul, 2 de diciembre de 1923-23 de enero de 2019) fue un empresario israelí.

## Primeros años
Nacido en Estambul, Riklis creció en Tel Aviv antes de venir a los Estados Unidos en 1947 con su primera esposa, Judith Stern, con quien tiene tres hijos: Simona (Mona), Marcia e Ira.  Estudió matemáticas en la Universidad Estatal de Ohio y se graduó en 1950. Su primer trabajo importante fue como analista de acciones menores para la firma de inversiones de Minneapolis Piper Jaffray. 

## Carrera de negocios
Se le atribuye a Riklis el origen de transacciones en papel complicadas, como bonos de alto rendimiento y compras apalancadas para hacerse con el control de las principales compañías, y luego hacer cambios de papel de los activos en compañías de su propiedad. Su primera incursión significativa fue la creación en 1966 de Rapid-American Corporation combinando su participación significativa en Rapid Electrotype Company, una preocupación de la empresa American Colortype Company, un fabricante de litografías de estéreo y muebles de casa de muñecas. Al rastrear la historia de Rapid American Corporation y su nombre renombrado como Glen Alden Corporation, uno puede encontrar la sucesión de adquisiciones que Riklis utilizó para crear su imperio financiero, incluyendo McCrory Stores, Leeds Travelware, Gruen Watch Company, Elizabeth Arden Cosmetics, Aunt Nellie's Farm Kitchens, Bargain Time, Beatrice Foods, Distribuidor canadiense Dylex, Culligan International, Fabergé Cosmetics, Tiendas JJ Newberry, Lerner Shops, Especialidades de carne de Lawry's, Martha White Foods, Odd Lot Trading, International Playtex, el hotel y casino de Riviera Las Vegas, RKO-Stanley Warner Theaters, Samsonite, Schenley Industries, el único distribuidor estadounidense de whisky Dewar's.
Después de que su imperio financiero estaba bien establecido, regresó a Ohio State para completar su adquisición de una Maestría en Finanzas. Su tesis de licenciatura, titulada "Expansión a través de la gestión financiera" y basada en su carrera, discutió "el uso efectivo, o más bien el no uso, del efectivo".  En el apogeo de su éxito financiero, afirmó en una entrevista con Los Angeles Times tener un patrimonio neto reportado de "mil millones de dólares".
Uno de los muchos depósitos y compañías holding que compró en el proceso de construcción del imperio fue E-II Holdings, en el que los demás inversionistas descubrieron más tarde que había colocado los nombres de empresas impresionantes, pero no de activos. Entre los inversores en E-II estaba Carl Icahn. Estos inversionistas se rebelaron contra Riklis y comenzaron a apoderarse de otras propiedades en el imperio financiero.
Muchas de las corporaciones se declararon en bancarrota, una vez que Riklis maniobró cuidadosamente para preservar su riqueza personal. Famosamente vendió su participación en Carnival Cruise Line a Ted Arison por US $ 1 (mientras que la compañía tenía una deuda de US $ 5 millones).  A principios de la década de 1980, contrató a Jeffrey Silver y luego al contable de Boston, Arthur Waltzman, para que asumiera el cargo de director ejecutivo de su entonces famoso Hotel y Casino Riviera, Las Vegas, y lo rescatara de la bancarrota del Capítulo 11. También incorporó al ejecutivo de 25 años de Playboy Enterprises, Sam Distefano para dirigir el departamento de entretenimiento del resort y contratar personalmente a sus celebridades principales por más de diez años. La revista Forbes informó que mientras estaba al mando de una serie de sus compañías, Riklis dejó a sus acreedores impagos por más de US $ 2,9 mil millones en deuda. Según Forbes, menos del 10% de esto había sido recuperado a partir de 2007. Riklis donó US $ 1,000 para la campaña presidencial de Joseph Biden.  En marzo de 2013, Riklis solicitó la protección por bancarrota de Rapid-American Corp debido a reclamaciones por lesiones personales relacionadas con el asbesto presentadas contra Rapid American a través de su subsidiaria Philip Carey Manufacturing.

## Vida personal
Después de divorciarse de su primera esposa, Riklis, de 53 años, se casó con Pia Zadora, de 23 años, el 18 de septiembre de 1977. Tuvieron dos hijos, Kady y Kristofer. Riklis luego financió la película Butterfly, protagonizada por Zadora. Su actuación en la película fue ridiculizada por comediantes y críticos profesionales, ganando en el Premio Razzie de la peor actriz, pero también ganó el Golden Globe Award como Nueva Estrella del Año después de que un anuncio de prensa bien publicitado pagado por Riklis, también alojado en su propio hotel Riviera.  Riklis y Zadora compraron y demolieron uno de los puntos de referencia más conocidos de Beverly Hills, Pickfair Manor, la antigua casa de las leyendas del cine mudo Douglas Fairbanks y Mary Pickford, para construir una casa más grande en el sitio. Vivieron allí hasta que se divorciaron en 1993.  En 2010, a los 86 años de edad, Riklis se casó con su tercera esposa, Tali Sinai, quien era casi 40 años menor que él. En 2012, su hija, columnista de consejos Simona Riklis Ackerman murió.